# Asclepias leptopus
Asclepias leptopus là một loài thực vật có hoa trong họ La bố ma. Loài này được I.M.Johnst. mô tả khoa học đầu tiên năm 1924.